# Dat (ソフトウェア)
Dat（[dæt]）は、バージョン管理システムの機能を備えているファイル共有ソフトである。変更履歴の追跡とデータセットの公開が可能である。主にデータサイエンス分野で利用されているが、あらゆるデータセットにおける変更の追跡にも使用可能である。分散型バージョン管理システムとして、速度、簡潔さ、安全性、そして分散的かつ非線形なワークフローへの対応を重視して設計されている。
Datは2013年にマックス・オグデンによって、データアナリストがデータセットに加えた変更を協力して扱う方法を標準化する目的で作成された。このプロジェクトは、Code for Science、ナイト財団、アルフレッド・P・スローン財団の資金支援により開発されている。
Datは自由ソフトウェアであり、BSDライセンスの一種である三条項BSDライセンスの下で配布されている。
主な実装例の一つに、Beakerがある。これは、dat:// URLをシームレスに処理し、Datウェブサイトの構築とシーディングを可能にするウェブブラウザである。また、Datのためのサーバーサイド常時シーディングツールとしてHomebaseがある。